# عيسى قسيس
عيسى قسيس هو رئيس بلدية رام الله بدولة فلسطين وقيادي وخبير مالي، يشغل منصب الرئيس التنفيذي لشركة فلسطين لتمويل الرهن العقاري منذ عام 2008. يتمتع بخبرة مهنية في القطاعين المصرفي والاستشاري حيث عمل كمستشار مالي لكل من صندوق الاستثمار الفلسطيني ومحافظ سلطة النقد الفلسطينية.
في المجال المصرفي تولّى عدة مناصب عليا في بنك الشرق الأوسط منها مدير البنك في فلسطين (2001–2006) ومدير تنفيذي في فروع الأردن (1991–2000).
إلى جانب مهامه المهنية يشغل حاليًا منصب نائب رئيس بلدية مدينة روابي كما يترأس منظمة القيادات الشابة فلسطين (YPO) التي تُعنى بتطوير وتمكين القيادات الشابة في المجتمع الفلسطيني.
السيد قسيس حاصل على درجة الماجستير التنفيذية الدولية في إدارة الأعمال من جامعة نورث وسترن كلية كيلوج للأعمال في شيكاغو ودرجة البكالوريوس في العلوم المالية والمصرفية من الأردن.

## مسيرة حياته
منذ عام 2008 يتولى السيد قسيس منصب الرئيس التنفيذي لشركة فلسطين لتمويل الرهن العقاري حيث يقود الشركة بخبرة تمتد لعقود في مجال التمويل والخدمات المصرفية. ساهمت قيادته في تعزيز مكانة الشركة كمؤسسة فاعلة في دعم السوق العقاري الفلسطيني وتمكين المواطنين من الحصول على حلول تمويل مستدامة.
قبل توليه المنصب التنفيذي الحالي شغل السيد قسيس عدة مواقع استشارية مرموقة أبرزها عمله كمستشار مالي لـ صندوق الاستثمار الفلسطيني بالإضافة إلى تقديمه الاستشارات المالية لمحافظ سلطة النقد الفلسطينية ما يعكس ثقة الجهات الاقتصادية العليا في كفاءته المهنية وقدرته على تقديم الرؤى الاستراتيجية الدقيقة.
لعب السيد قسيس دورًا محوريًا في تطوير الأعمال المصرفية في منطقة الشرق الأوسط من خلال عمله لدى بنك شرق الاوسط. فقد تولى إدارة فرع البنك في فلسطين بين عامي 2001 و2006 كما شغل عدة مناصب تنفيذية في الأردن بين 1991 و2000 حيث أشرف على دوائر وفروع متعددة وأسهم في توسيع نطاق الخدمات المصرفية وتحقيق النمو في الأسواق الإقليمية.
لا تقتصر مساهمات السيد قسيس على القطاع المالي فقط بل يمتد تأثيره إلى العمل المجتمعي والقيادي إذ يشغل حاليًا منصب نائب رئيس بلدية مدينة روابي إحدى أولى المدن الفلسطينية الحديثة التي قاموا بتطويرها وفق معايير عمرانية واقتصادية متقدمة .
إلى جانب ذلك يتولى رئاسة منظمة القيادات الشابة بفلسطين وهي جزء من شبكة يو بو العالمية حيث يعمل على تمكين جيل جديد من القادة الفلسطينيين وتبادل الخبرات مع قادة عالميين.

## خلفية أكاديمية
يحمل السيد قسيس درجة الماجستير التنفيذية الدولية في إدارة الأعمال من جامعة كيلوج لإدارة الأعمال نورث وسترن في مدينة شيكاغو. كما حصل على درجة البكالوريوس في العلوم المالية والمصرفية من إحدى الجامعات الأردنية ما شكل الأساس المتين لانطلاقته المهنية.